# Микеладзе, Шалва Ефимович
Шалва Ефимович Микеладзе (29 марта 1895, Телави, Тифлисская губерния, Российская империя — 27 августа 1976) — советский математик, доктор физико-математических наук (1935), профессор (1935), академик АН Грузинской ССР (1960, член-корреспондент с 1950), лауреат Сталинской премии (1952).

## Биография
Родился в Телави. Окончил Тбилисский университет (1929) и работал там же, с 1935 г. — также в Тбилисском математическом институте имени А. М. Размадзе АН Грузинской ССР (научный сотрудник, руководитель отдела).
Научные интересы — дифференциальные и интегральные уравнения, математическая физика, приближенные и численные методы.

## Награды и звания
Доктор физико-математических наук (1935), профессор (1935), академик АН Грузинской ССР (1960, член-корреспондент с 1950).
Лауреат Сталинской премии (1952) — за работы по приближённым методам математического анализа. Заслуженный деятель науки Груз. ССР (1962).

## Научные труды
- Численные методы математического анализа / Шалва Ефимович Микеладзе. — Москва: Гостехиздат, 1953. — 527 с.